# 坎贝尔斯威尔 (肯塔基州)
坎贝尔斯威尔（英語：Campbellsville），是美国肯塔基州的一座城市。建立于1814年，面积约为13.2平方公里（5.1平方英里）。根据2010年美国人口普查，该市的人口为9,108人。